# Центральное (Приморский край)
Центра́льное — село в Шкотовском районе Приморского края. Административный центр Центральненского сельского поселения.

## География
Село находится в долине реки Шкотовка, у подножия Дорожного хребта системы гор Сихотэ-Алиня, на расстоянии 32 км (по автодорогам) от посёлка городского типа Смоляниново, административного центра района, и 90 км (по автодорогам) от города Владивосток, административного центра края. Абсолютная высота — 125 м над уровнем моря.

## Население
| 2002 | 2005 | 2008 | 2010 |
| ---- | ---- | ---- | ---- |
| 638  | ↗692 | ↘676 | ↘608 |

## Улицы
- ул. Зелёная,
- ул. Совхозная,
- ул. Чапаева,
- ул. Школьная.

## Транспорт
Близ села проходит автотрасса Шкотово — Партизанск. Ближайшая железнодорожная станция — Смоляниново.